# Papa eleito Estêvão
Estêvão (Roma, c. 700 – Roma, 26 de março de 752) era um sacerdote de Roma eleito Papa em 23 de março de 752, para suceder ao Papa Zacarias; contudo, morreu de apoplexia 3 dias depois, antes de ser consagrado como Papa, em 26 de março. Era um cardeal presbítero, com o título de São Crisógono (o mesmo do Cardeal Frederico da Lorena, mais tarde Papa Estêvão IX), escolhido pelo Papa Zacarias em 745.
O Anuário Pontifício incluiu este Estêvão na sua lista de papas como Papa Estêvão II até o Concílio Vaticano II (1962-1965) declarar que ele não fora papa, e deu a todos os papas Estêvão que se seguiram numerações duplas para refletir essa mudança. Assim, o seu sucessor, que também se chamava Estêvão (752-757), era originalmente referido como Estêvão III, mas agora está listado como Estêvão II.
De 752 a 942, houve sete papas com o nome Estêvão. Originalmente, não era feita distinção, visto que a numeração não foi aplicada aos papas até ao século X. Eles foram nomeados Estêvão II a VIII, respectivamente, após a sua morte. O próximo papa a escolher o nome Estêvão em 1057, porém, depois de a numeração se ter tornado um costume, foi chamado Estêvão IX durante a sua vida e assinou todos os seus documentos como "Stephanus Nonus Papa".